# V. Naszályi Márta
V. Naszályi Márta (Váradiné Naszályi Márta), (Budapest, 1970–) táj- és kertépítész mérnök, pszicho- és bibliodráma-vezető, politikus, I. kerületi önkormányzati képviselő (2010–2013. LMP, 2013– Párbeszéd Magyarországért), fővárosi képviselő (2018–). 2019-től 2024-ig az I. kerület (Budavár) polgármestere.

## Élete
Középiskoláját a Szentendrei Ferences Gimnáziumban végezte, majd a Kertészeti és Élelmiszeripari Egyetemen szerzett táj- és kertépítész mérnöki végzettséget. 1993-tól tájépítész mérnökként és projektmenedzserként dolgozott a Főkert Tervezési Stúdiójában, majd különböző építőipari cégeknél. 2010-ben csatlakozott a Lehet Más a Politikához, szerepelt annak 2010-es budapesti listáján, és részt vett a párt Budapest Programjának kidolgozásában.
2010 óta I. kerület önkormányzati képviselő az LMP, majd a Párbeszéd színeiben.
2011 és 2014 közt az LMP, majd a Párbeszéd fővárosi frakciójának szakmai koordinátora.
A Párbeszéd Magyarországért alapító tagja.
2014-től I. kerületi önkormányzati képviselő a Párbeszéd Magyarország színeiben, környezetvédelmi tanácsnok.
2016 és 2018 közt a Párbeszéd Magyarországért elnökségi tagja.
A 2018-as országgyűlés választásokon az MSZP-Párbeszéd pártszövetség jelöltje Budapest I. választókörzetében, ahol legnépszerűbb jelöltként végül visszalép az LMP-s Csárdi Antal javára, aki így, Juhász Péter és Fekete-Győr András korábbi visszalépésének is köszönhetően, megnyerte a körzetet Hollik Istvánnal szemben.
2018-tól fővárosi képviselő (a parlamenti képviselővé választott Székely Sándor helyett, aki mögött szerepelt az Együtt-PM 2014-es kompenzációs listáján).
A 2019. április 6-án megkötött megállapodás értelmében az MSZP, a Demokratikus Koalíció, a Párbeszéd Magyarországért és a Momentum Mozgalom polgármesterjelöltje az I. kerületben, az őszi önkormányzati választásokon. Az október 13-án megtartott választáson a kerület polgármesterévé választották, ezzel maga mögé utasította a kerületet 1998 óta irányító fideszes Nagy Gábor Tamást.

## Ismertebb ügyei
Sikeresen lépett fel a kerületi klímastratégia megalkotásáért, az ő javaslatára került szénmonoxid-mérő berendezés az I. kerületi önkormányzati lakásokba és kapnak támogatást a környezetbarát, mosható nadrágpelenkát használó kisgyermekes családok.
Részt vett a 3-as metró akadálymentesítését elérő aláírásgyűjtési kampányban.
Felmérést készített az I. kerületi családok között az elérhető közvécékért a turisztikailag fontos helyeken és a játszótereken, parkokban. Küzdött a szünidei gyerekétkeztetésért valamint a rászorulók számára elérhető önkormányzati lakásokért és azért, hogy a kerületben lakó fogyatékkal élő emberek és idős emberek támogatást kapjanak a lakásuk akadálymentesítésére.
Zöld képviselőként és tájépítészként kiemelten fontos számára a budapesti levegőminőség javulása, a minőségi zöldfelületek kialakítása, megtartása és szakmai módon történő fenntartása, a közterek élhető módon történő átalakítása, és számos ilyen ügyben felszólalt a zöldterületek védelmében, egy élhető városért (gellérthegyi sikló terve, Budai Arborétum szétverése, Etele úti fák kivágása, a Városliget beépítése, Batthyány tér átépítése ). Felkarolta a Naphegy Tabán Környezetvédő és Városszépítő Egyesület elgondolását, hogy a Tabán területén az egyik elhanyagolt játszóteret kutyás-gyerekes játszótérként használják azon családok, ahol a gyerekek mellett kutyát is gondoznak.
Szerepe volt számos, első kerületi önkormányzati visszaélés feltárásában (nem rászorultsági alapon kiosztott önkormányzati lakások, egyes gazdasági csoportoknak kedvező bérbeadási gyakorlatok).
Kerületi képviselőként gyakran fellép a budai várnegyedben történő átépítések szakmaiatlansága, gazdasági mutyik, illetve az egyes kormányzati funkciók várba költöztetése ellen, a Várnegyed élhetőségéért.
Képviselői munkája egyik legfontosabb eleme a lakosság bevonása a helyi ügyekbe, ennek érdekében számos szakpolitikai bemutatót, fórumot, vitaestet szervezett (Déli pályaudvar, Atomenergia, Kerületi Építési Szabályzat és az Arculati Kézikönyv, Budavári lakások, A kormány Várba költözésének hatásai).
Szerepe volt számos visszaélés feltárásában, mint a Halászbástya fizetőssé tétele az ottani étterem által, az Iparművészeti Múzeum irattárának átmeneti raktározása körüli botrány. Patkányszámláló oldalt indított, amikor a fővárosi önkormányzat több évtized után új konzorciumot bízott meg a budapesti patkányirtással, és a hónapokig bizonytalan helyzet miatt jelentősen elszaporodtak a patkányok.
Adatvédelmi problémába keveredett, amikor a Várban lakó bérlők nevét és címét közzétette.

## Vagyonnyilatkozatai
2017: https://www.dropbox.com/s/bqz3hsb20b9ihpx/V_Naszalyi_M_vagyonnyilatkozat_2017.pdf?dl=0
2018: https://www.dropbox.com/s/zlicrzyx0a3c1ot/Vagyonnyilatkozat%20VNM%202018.pdf?dl=0
2019: https://www.dropbox.com/s/6qzlxz34lxtjvaf/Vagyonnyilatkozat%20V%20Nasz%C3%A1lyi%20M%202019.pdf?dl=0

## Magánélete
Szabadidejében legszívesebben családi és a baráti körben szervezett eseményeken vesz részt. Szeret kerékpározni, vitorlázni a Balatonon, rendszeresen kosárlabdázik és társasjáték-estek, kártyapartik szervezője-résztvevője. Szenvedélye az olvasás és a színház.
Apja dr. Naszályi Gábor villamosmérnök, nyomdamérnök. I. kerületi lakóként a Petőfi Gimnázium tanulója volt, de ‘56-os szerepvállalása miatt kamasz kora ellenére börtönbe vetették.
Anyja, dr. Naszályi Gáborné dr. Bajusz Mária volt haláláig az I. kerületi közjegyző.
Nagyapja dr. Bajusz Ferenc református lelkész, a Budapesti Református Teológiai Akadémia (ma Károli Gáspár Egyetem) Ökumenika Tanszék tanszékvezető professzora volt (elhunyt 2005-ben).
Születésétől fogva első kerületi lakos. A Kosciuszko Tádé Utcai Általános Iskolába járt, és az Alsó Krisztinavárosi plébánia közösségéhez tartozott.
Házas, három gyermek édesanyja, a Vízivárosban él.